# تعليم الشخصية

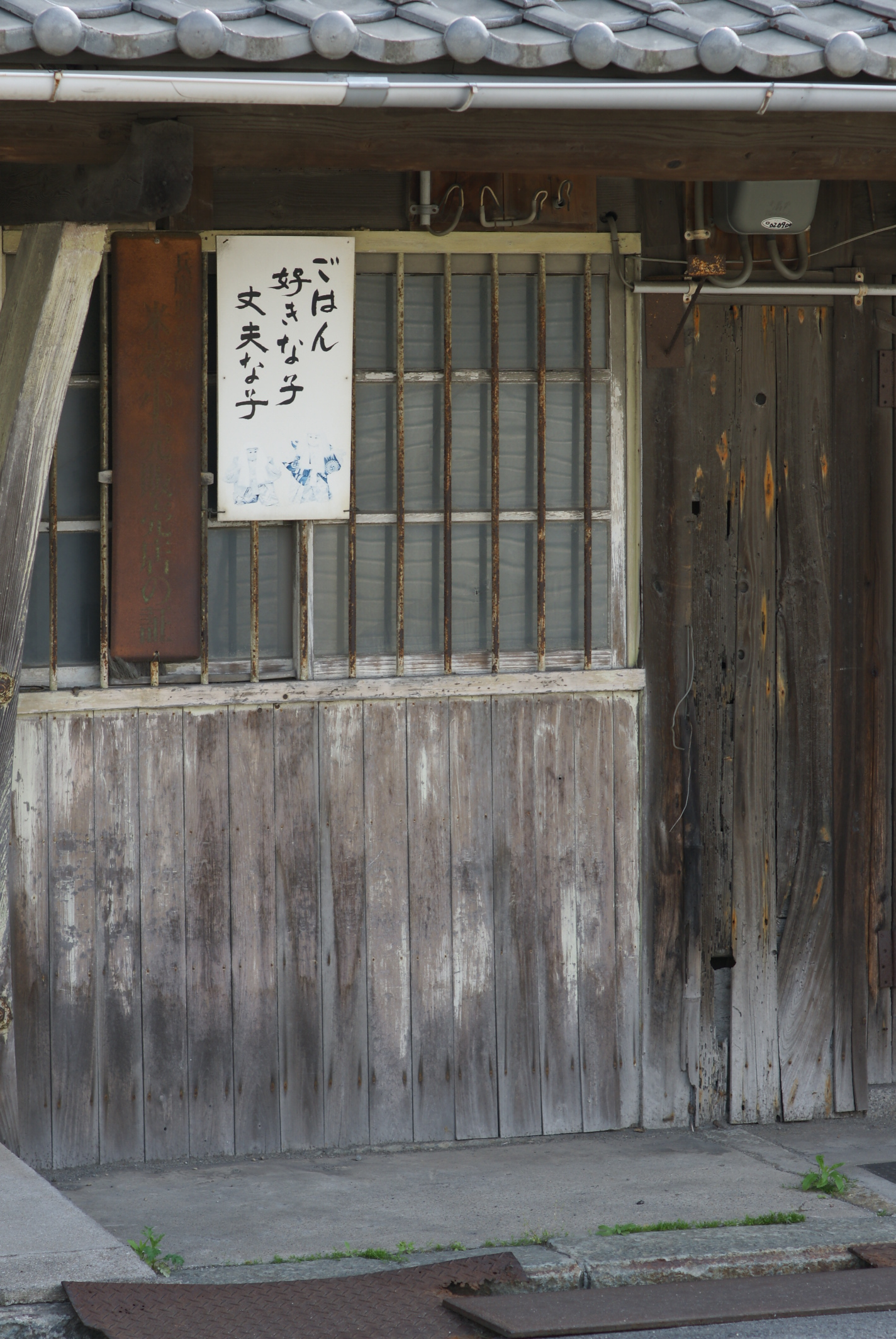
طفل يحب الطعام طفل قوي

تعليم الشخصية أو التعليم السلوكي (بالإنجليزية: Character Education)‏ هو مصطلحٌ شاملٌ يُستخدم بشكلٍ واسعٍ لوصف تعليم الأطفال والبالغين بطريقةٍ تساعدهم على تطوير الجوانب الأخلاقية، والمدنية، والسلوكية، والاجتماعية والتفكير والتحليل النقدي. تشمل المفاهيم التي تندرج تحت هذا المصطلح الآن وفي الماضي التعلم الاجتماعي والعاطفي، والتفكير الأخلاقي، والتنمية المعرفية، وتعليم المهارات الحياتية، والتثقيف الصحي، والوقاية من العنف، والتفكير النقدي، وحل النزاعات والتوسطية.
اليوم، هناك العشرات من برامج تعليم الشخصية أو التعليم السلوكي في المدارس والشركات التي تتنافس لتبنيها. بعضها تجاريٌ وبعضها غير ربحيٍ، والعديد منها تم ابتكاره بشكلٍ فريدٍ من قبل الدول المختلفة والمدارس نفسها. يتمثل النهج المشترك لهذه البرامج في تقديم قائمةٍ بالمبادئ أو الركائز أو القيم أو الفضائل التي يتم حولها التخطيط للأنشطة الاجتماعية ذات الطابع الخدمي. ويُزعم عمومًا أن القيم المدرجة في أي قائمةٍ معينةٍ معترفٌ بها عالميًا.

## المصطلح
«الشخصية» هي واحدةٌ من تلك المفاهيم الشاملة التي هي موضوع التخصصات من الفلسفة إلى اللاهوت، من علم النفس إلى علم الاجتماع - مع العديد من النظريات المتنافسة والمتضاربة. يعرّف توماس ليكونا تعليم الشخصية بأنه «جهدٌ متعمدٌ لتطوير فضائل مفيدة للفرد وجيدة للمجتمع.» وفي الآونة الأخيرة، اقترح عالم النفس روبرت ماكغراث أن تعليم الشخصية أقل تركيزًا على اكتساب المهارات الاجتماعية وأكثر على بناء هويةٍ أخلاقيةٍ تتطور على مدى الحياة.
غالبًا ما تشير الشخصية من حيث صلتها بتعليم الشخصية إلى مدى «جودة» الشخص. بعبارةٍ أخرى، يمكن اعتبار الشخص الذي يُظهر صفاتٍ شخصيةً مثل تلك التي يعتبرها المجتمع مرغوبًا أنه يتمتع بشخصيةٍ جيدةٍ، وغالبًا ما يُنظر إلى تطوير مثل هذه الصفات الشخصية على أنه غرضٌ من التعليم. ومع ذلك، فإن مختلف أنصار تعليم الشخصية بعيدين عن الاتفاق بشأن ماهية «الخير» أو الصفات المرغوبة. ومما يزيد هذه المشكلة تعقيدًا، عدم وجود تعريفٍ علميٍ للشخصية. لأن هذا المفهوم يمزج بين الشخصية والمكونات السلوكية، فقد تخلى العلماء منذ فترةٍ طويلةٍ عن استخدام مصطلح «الشخصية»، وبدلاً من ذلك، استخدموا مصطلح المحفزات النفسية لقياس الميول السلوكية للأفراد. مع عدم وجود معنى محدد سريريًا، لا توجد طريقةٌ تقريبًا لقياس ما إذا كان الفرد يعاني من عجزٍ في الشخصية، أو إذا كان بإمكان برنامجٍ مدرسيٍ تحسينه.
المصطلحات المختلفة في قوائم القيم التي تقترحها برامج تعليم الشخصية - حتى تلك القليلة التي توجد مشتركة بين بعض البرامج - تعاني من تعريفاتٍ غامضةٍ. هذا يجعل الحاجة إلى تعليم الشخصية وفعاليته إشكاليةً للقياس.

## برامج داخل المدرسة
لا توجد ممارسة شائعة في المدارس فيما يتعلق بتكوين شخصية التلاميذ أو تعليم قيمهم. ويرجع ذلك جزئيًا إلى البرامج المتنافسة العديدة، ونقص المعايير في تعليم الشخصية، ولكن أيضًا، بسبب كيفية تنفيذ البرامج ومن يقوم بتنفيذها.
تتكون البرامج بشكلٍ عامٍ من أربعة أنواع: التشجيع، والثناء والمكافأة، والتعريف والتمرين، والشكليات القسرية. يمكن استخدامها بمفردها أو مجتمعةً:
1)     التشجيع. يشمل ملصقات ولافتات ولوحات إعلانات متعددة الألوان تحمل قيمة أو فضيلة الشهر؛ كإعلانات الخطاب العام الصباحية المفعمة بالحيوية، أو الجمعيات التحفيزية العرضية، وربما حدثًا بارزًا مثل جمع التبرعات لسببٍ وجيهٍ.
2)     الثناء والمكافأة. يسعى إلى تحويل الفضيلة إلى عادةٍ باستخدام «التعزيز الإيجابي». تتضمن العناصر جذب الطلاب لكونهم جيدين، ومدحهم، أو منحهم أشياءً يمكن استبدالها بامتيازاتٍ أو جوائز. في هذا النهج، في كثيرٍ من الأحيان، تضيع الأهمية الحقيقية لأفعال الطلاب، حيث تصبح المكافأة أو الجائزة هي التركيز الأساسي.
3)     تحديد وتنقيب. يدعو الطلاب إلى حفظ قائمةٍ من القيم وتعريف كلٍ منها. يبدو أن حفظ الطلاب البسيط للتعريفات يعادل تطورهم لقدرةٍ أكثر تعقيدًا على اتخاذ القرارات الأخلاقية.
4)     الشكليات القسرية. تركز الإجراءات الشكلية القسرية على الامتثال الصارم والموحد لقواعد محددةٍ للسلوك، على سبيل المثال، السير في الصفوف والذراعين على جانبٍ واحدٍ، أو الأشكال الرسمية للعناوين («نعم سيدي»، «لا سيدتي»)، وكذلك الإجراءات الأخرى التي تُعتبر تعزيزًا للنظام أو احترامًا للكبار.
تهدف هذه الأساليب الأربعة إلى تحقيق نتائج سلوكيةٍ سريعةٍ، بدلاً من مساعدة الطلاب على فهم القيم الأساسية لمجتمعنا والالتزام بها بشكلٍ أفضلٍ، أو مساعدتهم على تطوير المهارات لوضع هذه القيم موضع التنفيذ في مواقف الحياة المعقدة.
بشكلٍ عامٍ، أكثر ممارسي تعليم الشخصيات شيوعًا في الولايات المتحدة هم مستشاروا المدارس، على الرغم من وجود اتجاهٍ متزايدٍ لإدراج محترفين آخرين في المدارس والمجتمع الأوسع. اعتمادًا على البرنامج، قد تكون وسائل التنفيذ من قبل المعلمين و/ أو أي شخصٍ بالغٍ آخرٍ (أعضاء هيئة التدريس، سائقوا الحافلات، عمال الكافتيريا، موظفوا الصيانة، إلخ)؛ عن طريق رواية القصص، والتي يمكن أن تكون من خلال الكتب ووسائل الإعلام؛ أو عن طريق التضمين في مناهج الفصل الدراسي. هناك العديد من النظريات حول الوسائل، ولكن لا توجد بيانات مقارنةٍ، ولا يوجد إجماعٌ في الصناعة حول أي نهجٍ قد يكون فعالًا، إن وُجد.